# Proceroecia macroprocera
Proceroecia macroprocera är en kräftdjursart som först beskrevs av Angel 1971.  Proceroecia macroprocera ingår i släktet Proceroecia och familjen Halocyprididae. Inga underarter finns listade i Catalogue of Life.